# Goplana dioscoreae
Goplana dioscoreae är en svampart som beskrevs av Cummins 1960. Goplana dioscoreae ingår i släktet Goplana och familjen Chaconiaceae.   Inga underarter finns listade i Catalogue of Life.